# Les Enfants volants
Pour plus de détails, voir Fiche technique et Distribution.
Les Enfants volants est un film français réalisé par Guillaume Nicloux en 1990. 

## Fiche technique
- Réalisation : Guillaume Nicloux
- Scénario : Guillaume Nicloux
- Directeurs de la photographie : Jean Badal et Raoul Coutard
- Musique : Michael Nyman
- Production : Jean-Paul Alram
- Genre : drame
- Durée : 1h25
- Pays d'origine :  France
- Sortie : inédit

## Distribution
- Anémone : Suzanne
- Didier Abot : Gilbert
- Dominique Frot
- Nicolas Jouhet
- Michel Delahaye
- Linda Fox : Odile

## Production
Le réalisateur présente ses premiers films (La Piste aux étoiles, les Enfants volants, La Vie crevée ) comme des ouvrages "un peu expérimentaux" en "écriture automatique".

## Accueil
Le film est présenté à la Berlinale en 1991 en section Forum, et en septembre 1991 au Festival international du film de Toronto.